# Didemnum ligulum
Didemnum ligulum är en sjöpungsart som beskrevs av Monniot 1983. Didemnum ligulum ingår i släktet Didemnum och familjen Didemnidae. Inga underarter finns listade i Catalogue of Life.